# كرايغ أورايلي
كرايغ أورايلي (بالإنجليزية: Craig O'Reilly)‏ هو لاعب كرة قدم بريطاني في مركز الهجوم، ولد في 20 سبتمبر 1987 في إدنبرة في المملكة المتحدة. شارك مع منتخب اسكتلندا تحت 19 سنة لكرة القدم. أما مع النوادي، فقد لعب مع بيرويك راينجرز وريث روفرز وكيلتي هارتز ونادي إيست فيف ونادي دندي ونادي ستنهاوسموير ونادي كلايد ونادي مونتروز لكرة القدم.

## وصلات خارجية
- كرايغ أورايلي على موقع قاعدة بيانات كرة القدم.إي يو (الإنجليزية)
- كرايغ أورايلي على موقع Soccerbase.com (لاعب) (الإنجليزية)